# دم‌خاری ابروسفید
دم‌خاری ابروسفید (نام علمی: Hellmayrea gularis)، گونه‌ای از پرندگان در زیرخانواده Furnariinae از خانواده تنورمرغان (Furnariidae) است که در کلمبیا، اکوادور، پرو و ونزوئلا یافت می‌شود.پ